# Fas (goederenmaterieel)
De Fas is een type goederenwagon die gebruikt wordt voor het vervoer van ballastmateriaal en zand. Het is een vierassige zelflosser welke naar beide zijden kiepbaar is, waardoor direct naast het spoor gelost kan worden.
Het kiepen geschiedt door perslucht die door middel van een pneumatische cilinder de wagenvloer laat kantelen.
De benodigde perslucht wordt verkregen van de hoofdreservoirleiding van de locomotief of van een losse compressor welke op een platte wagon in de trein kan worden opgenomen.
De typeaanduiding Fas heeft de volgende betekenis :
| F | = | open stortwagen          |
| a | = | met draaistellen         |
| s | = | maximumsnelheid 100 km/h |
Wagons van het type Fas worden in Nederland hoofdzakelijk gebruikt voor aanvoer van basalt stenen als ballastmateriaal of zand bij grootschalige wissel- en spoorvernieuwingen.